# Jaume Marcé Gil
Jaume Marcé Gil (Barcelona, 19 de gener de 1972) és un entrenador de natació adaptada. Ha participat en sis Jocs Paralímpics, des de Sydney 2000 fins a Tòquio 2020, a més de diversos campionats del món i d'Europa.

## Trajectòria
Jaume Marcé va començar a practicar esport al CN L'Hospitalet, principal entitat d'esports aquàtics de la seva ciutat. Va iniciar-se en natació i després en waterpolo fins que a l'edat de 21 anys va haver de deixar la dedicació com a esportista perquè no podia compaginar-la amb el món acadèmic i professional.
A partir d'aquell moment es va centrar en el vessant d'entrenador, principalment de natació. Després d'uns anys com a socorrista i monitor, el 1998 va començar a la Federació Espanyola d'Esports per a Cecs preparant un grup per als Jocs Paralímpics de Sydney 2000. A 1999 va iniciar la seva feina com a director tècnic de la Federació Catalana de Natació i, a partir de 2006, va entrar al Centre d'Alt Rendiment de Sant Cugat.
Des del seu debut paralímpic, a Sydney 2000, ha participat en cinc Jocs més: Atenes 2004, Pequín 2008, Londres 2012, Rio de Janeiro 2016 i Tòquio 2020. També ha estat entrenador de natació adaptada a diferents campionats d'Espanya, Europa i mundial, sense faltar a cap cita des de l'any 2000.

## Palmarès i premis
Els seus nedadors han aconseguit múltiples medalles paralímpiques. En total, els seus esportistes han guanyat 22 medalles, repartides en els darrers sis Jocs Paralímpics. La cita amb més podis va ser Tòquio 2020, on els nedadors del seu grup de treball van aconseguir set medalles, a més d'11 diplomes paralímpics.
La seva bona tasca li va suposar el premi al millor tècnic de 2021 de l'AETN, Associació Espanyola de Tècnics de Natació. Era el primer entrenador de natació adaptada que aconseguia aquest reconeixement. També l'any 2021, l'Ajuntament de l'Hospitalet li va atorgar un reconeixement per la seva feina a l'esport paralímpic, en la Nit de l'Esport celebrada al Teatre Joventut.
També ha estat reconegut amb diferents premis per les federacions d'esport adaptat.